# George Rochberg
George Rochberg (Paterson (New Jersey), 5 de juliol, 1918 - Bryn Mawr (Filadèlfia), 29 de maig, 2005), va ser un compositor nord-americà de música clàssica contemporània.
Compositor en sèrie durant molt de temps, Rochberg va abandonar la pràctica després de la mort del seu fill adolescent el 1964; va afirmar que aquesta tècnica compositiva havia demostrat ser inadequada per expressar el seu dolor i l'havia trobat buida d'intenció expressiva. A la dècada de 1970, l'ús per part de Rochberg de passatges tonals a la seva música havia provocat controvèrsia entre els crítics i els seus companys compositors. Professor a la Universitat de Pennsilvània fins al 1983, Rochberg també va exercir com a president del seu departament de música fins al 1968. El 1978 es va convertir en el primer professor Annenberg d'Humanitats.

## Biografia
Rochberg va assistir primer al "Mannes College of Music", on els seus professors incloïen George Szell i Hans Weisse, després al Curtis Institute of Music, on va estudiar amb Rosario Scalero i Gian Carlo Menotti. Va servir a l'exèrcit dels Estats Units a la infanteria durant la Segona Guerra Mundial. Era jueu.
Rochberg va exercir com a president del departament de música de la Universitat de Pennsilvània fins a 1968 i va continuar ensenyant allà fins a 1983. El 1978, va ser nomenat el primer professor Annenberg d'Humanitats.
Es va casar amb Gene Rosenfeld el 1941 i va tenir dos fills, Paul i Francesca. El 1964, el seu fill va morir d'un tumor cerebral.
Rochberg va morir a Bryn Mawr, Pennsilvània, l'any 2005, als 86 anys. La majoria de les seves obres es troben a l'arxiu de la Fundació Paul Sacher a Basilea, Suïssa. Alguns també es poden trobar a la Divisió de Música de la Biblioteca Pública de Nova York, la Biblioteca del Congrés de Washington D.C., el Lincoln Center de Nova York, la Universitat de Pennsilvània, l'Institut Curtis de Música, Filadèlfia i la Universitat de la Ciutat de Nova. York.

## Música
Exponent de llarga data del serialisme, Rochberg va abandonar aquesta tècnica compositiva a la mort del seu fill adolescent el 1964. Va dir que havia trobat el serialisme expressivament buit i que havia demostrat ser un mitjà inadequat per a ell per expressar el seu dolor i ràbia. A la dècada de 1970, Rochberg s'havia convertit en controvertit per l'ús de passatges tonals a la seva música. El seu ús de la tonalitat es va fer molt conegut per primera vegada a través del Quartet de corda núm. 3 (1972), que inclou tot un conjunt de variacions a l'estil del difunt Beethoven. Un altre moviment del quartet conté passatges que recorden la música de Gustav Mahler. Aquest ús de la tonalitat va fer que la crítica el catalogués com un compositor neoromàntic. Va comparar l'atonalitat amb l'art abstracte i la tonalitat amb l'art concret i va comparar la seva evolució artística amb la del pintor Philip Guston, dient que "la tensió entre la concreció i l'abstracció" és una qüestió fonamental per a tots dos. La seva música també ha estat descrita com a post modernisme neo conservador.
De les obres que Rochberg va compondre al començament de la seva carrera, la seva Simfonia núm. 2 (1955–56) destaca com una de les composicions en sèrie més aconseguides d'un compositor nord-americà. Potser és més conegut pels seus Quartets de corda núms. 3–6 (1972–78). Rochberg va concebre els núms 4–6 com un conjunt i els va anomenar "Quartets Concord" després del Quartet de corda Concord, que va estrenar i gravar les obres. El Quartet de corda núm. 6 inclou un conjunt de variacions del Cànon de Johann Pachelbel en re.
Algunes de les seves obres eren collages musicals de cites d'altres compositors. "Contra Mortem et Tempus", per exemple, conté passatges de Pierre Boulez, Luciano Berio, Edgard Varèse i Charles Ives.
Les simfonies núms 1, 2 i 5, i el Concert per a per a violí van ser gravades el 2001-2002 per la Rundfunk-Sinfonieorchester Saarbrücken i el director Christopher Lyndon-Gee i publicats amb el segell Naxos.

## Llegat
Per a estudiants destacats Vegeu: Llista d'estudiants de música per professor: R a S#George Rochberg a la Viquipèdia anglesa.
James Freeman, músic i professor del "Swarthmore College", va dir això sobre Rochberg i el serialisme: {{Cita|"Si George Rochberg pot fer una cosa així, no hi ha res que no pugui fer i sortir-me amb la meva. No he d'escriure 12- Tono la música, si vull, puc escriure coses que sonen a Brahms 1960 per a compositors joves, crec, molts dels quals es van sentir realment obligats a escriure música en sèrie."

## Escrits
Els assaigs recopilats de Rochberg van ser publicats per la "University of Michigan Press" el 1984 com a "The Aesthetics of Survival". Una edició revisada i ampliada, publicada poc abans de la seva mort, va rebre el premi "ASCAP Deems Taylor" el 2006. Seleccions de la seva correspondència amb el compositor canadenc István Anhalt van ser publicades el 2007 per Wilfrid Laurier University Press. Les seves memòries, Five Lines, Four Spaces, van ser publicades per la "University of Illinois Press" el maig de 2009.

## Obres
Per conèixer la seva immensa obra aneu al seu arxiu de la Viquipèdia anglesa.

## Premis i reconeixements
- 1950–1951 – Fulbright Fellow
- 1950–52 - Membre de l'American Academy in Rome
- 1952 - Premi George Gershwin Memorial per Música nocturna
- 1956 – Premi de la Societat per a la Publicació de la Música Americana pel Quartet de corda núm. 1
- 1956 - Beca Guggenheim
- 1959 - Primer premi al Concurs Internacional de Música ISCM italià per Concerto de Cheltenham
- 1961 – Walter W. Naumburg Foundation Premi a la gravació per a la Simfonia núm. 2
- 1962 - Llicenciat honorífic per la Montclair State University
- 1964 – Llicenciat honorífic per la University of the Arts (Filadelphia)
- 1966 – Premi Itàlia per Black Sounds
- 1966 - Beca Guggenheim
- 1972 – Fundació Walter W. Naumburg Premi de Composició de Cambra per Quartet de corda núm. 3
- 1972–74 – National Endowment for the Arts
- 1979 – Premi Kennedy Centre Friedheim per Quartet de corda núm. 4
- 1980 - Llicenciatura honoris causa de la Universitat de Michigan
- 1985 - Llicenciatura honoris causa de la Universitat de Pennsylvania
- 1985 – Medalla d'or als Brandeis Creative Arts Awards
- 1986 – Premi de Compositors Simfòniques de Lancaster
- 1987 - Premi de compositor contemporani Andre i Clara Mertens de la University of Bridgeport
- 1987 – Premi al compositor Alfred I. duPont
- 1991 – Bellagio (regió italiana) artista resident
- 1994 – Llicenciatura honoris causa de la Miami University
- 1997 - Longy School of Music Premi al Assoliment Distingut
- 1998 – Premi Grammy (nominat) "Quartet de corda núm. 3"
- 1999 – American Society of Composers, Authors, and Publishers Premi a la trajectòria professional
- 2004 – Premi Grammy (nominat) "Quartet de corda núm. 5"
- 2006 - Premi Deems Taylor per The Aesthetics of Survival: A Composer's View of Twentieth-Century Music